# Superliga de Suiza 2010-11
La Superliga de Suiza 2010-11 fue la 114.ª temporada de la máxima categoría del fútbol suizo.

## Tabla de posiciones
| Pos. | Equipos         | PJ | PG | PE | PP | GF | GC | Dif. | Pts. |
| ---- | --------------- | -- | -- | -- | -- | -- | -- | ---- | ---- |
| 1.   | Basel           | 36 | 21 | 10 | 5  | 76 | 44 | +32  | 73   |
| 2.   | Zürich          | 36 | 21 | 9  | 6  | 74 | 44 | +30  | 72   |
| 3.   | Young Boys      | 36 | 15 | 12 | 9  | 65 | 50 | +15  | 57   |
| 4.   | Sion            | 36 | 15 | 9  | 12 | 47 | 36 | +11  | 54   |
| 5.   | Thun            | 36 | 11 | 16 | 9  | 48 | 43 | +5   | 49   |
| 6.   | Luzern          | 36 | 13 | 9  | 14 | 62 | 57 | +5   | 48   |
| 7.   | Grasshopper     | 36 | 10 | 11 | 15 | 45 | 54 | −9   | 41   |
| 8.   | Neuchâtel Xamax | 36 | 8  | 8  | 20 | 44 | 67 | −23  | 32   |
| 9.   | Bellinzona      | 36 | 7  | 11 | 18 | 42 | 75 | −33  | 32   |
| 10.  | St. Gallen      | 36 | 8  | 7  | 21 | 34 | 67 | −33  | 31   |

|  | Liga de Campeones de la UEFA 2011-12 |
|  | Liga Europea de la UEFA 2011-12      |
|  | Play-off de descenso                 |
|  | Descenso a la Challenge League       |

### Play-off de descenso
| Equipo 1   | Agr. | Equipo 2 | Ida | Vuelta |
| ---------- | ---- | -------- | --- | ------ |
| Bellinzona | 2:3  | Servete  | 1:0 | 1:3    |

Servette asciende a la Superliga por un global de 3-2.

## Goleadores
| # | Jugador           | Club       | Goles |
| - | ----------------- | ---------- | ----- |
| 1 | Alexander Frei    | Basel      | 27    |
| 2 | Henri Bienvenu    | Young Boys | 16    |
| 3 | Mauro Lustrinelli | Bellinzona | 14    |
| 4 | Hakan Yakın       | Luzern     | 12    |